# Brian in love
Brian in Love (Brian enamorado en España e Hispanoamérica) es el cuarto episodio de la serie Padre de familia emitido el 7 de marzo de 2000 en FOX. El episodio está escrito por Gary Janetti y dirigido por Jack Dyer, como artista invitado le pone la voz al Dr Kaplan, Sam Waterston.

## Argumento
Harta de encontrarse orín en la alfombra, Lois le pide a Peter que instruya a Stewie en el uso del water a pesar de que el lactante niega en todo momento haber meado, sin embargo los intentos de sus padres para que Stewie aprenda a usar el inodoro son vanos puesto que se indigna en todo momento por las acusaciones. No obstante, en mitad de la noche, Brian aparece limpiando de manera desesperada una mancha de orina que resulta ser suya, al no ser capaz, oculta las evidencias dejando uno de los peluches de Stewie alrededor para que las culpas vuelvan a decaer sobre él. Enseguida, Lois empieza a notar algo extraño en el comportamiento de Brian cuando esta le pilla metiendo las sabanas y la colcha de la cama en la lavadora con la excusa de ponerles suavizante
Al cabo de pocos días, la familia va al supermercado hasta que en la misma caja de salida Brian es incapaz de contenerse y se orina revelando el verdadero responsable por el que Stewie se llevaba todas las culpas. Avergonzado, Brian le pide ayuda a su dueña. Al no haber solución médica, Brian acude a un psicólogo, el cual cree que la incontinencia del can se debe a una crisis de la mediana edad y le sugiere que realice todas esas cosas que siempre ha querido hacer. Tras dos semanas, Brian se siente mejor, pero por otro lado, Stewie decide vengarse de él orinando por doquier y echar las culpas a Brian. La siguiente escena lleva al comedor donde Peter y Lois miran con seriedad a un afligido Brian, que a pesar de no ser el responsable cree de verás haberlo hecho, pero que sin embargo no se acuerda, tras mandarlo de vuelta al Dr. Kaplan, este reconoce haberse equivocado en el diagnóstico y le pregunta por su relación familiar, Brian admite tener una buena relación, pero cuando empieza a hablar de Lois, este llega a la conclusión de que pueda estar enamorado de su dueña, no obstante, Brian se ve en un dilema, puesto que tiene que aceptar la verdad y enfrentarse al dilema de estar enamorado de la mujer de su mejor amigo.
En La Almeja, Brian habla con Peter sobre la conclusión a la que ha llegado el médico, de pronto Peter se queda en estado de shock cuando este le dice que según el Dr. Kaplan, Brian está enamorado de alguien (sin mencionar en todo momento de quien se trata), Peter le sugiere que vaya en busca de esa mujer y averigüe si ella siente lo mismo por él y que no espere, puesto que se podría lamentar toda la vida, acto seguido va a casa y se sienta con Lois, pero es incapaz de hablar con ella, sin embargo, el evidente nerviosismo del can le delata ante Stewie que descubre que está enamorado de Lois, por lo que en adelante utiliza a su madre para torturarle.
Al día siguiente, Brian decide hacer frente a la situación y habla con Lois, la cual por intuición descubre la posibilidad de que el can pueda estar enamorado de ella misma, la mujer, con voz sosegada le dice que la relación que tienen es perfecta tal como es y que no lo cambiaría por nada del mundo para tranquilidad de Brian. Tras hablarlo, Brian va con Peter a disfrutar de un momento de relax después de tanto tiempo, una vez a solas le comenta que han decidido seguir su relación basándose en la amistad, lo que para Peter significa que ha pasado de él, por lo que le dice que [esa mujer] terminará con cualquier idiota sin saber que esa mujer es su propia esposa.

## Recepción
Ahsan Haque de IGN, en su crítica dio de nota al episodio un 8/10 declarando que el hecho de que la trama muestre el amor de Brian por Lois "de manera perfectamente creíble y de un modo con todo corazón". A su vez añadió que "mientras hay algunos gags que no funcionan [...] el que la trama se centre en los sentimientos de Brian es algo significativo para la serie y la perspectiva del argumento".